# Лигатне
Ли́гатне (латыш. Līgatneо файле) — город на севере Латвии, в Видземе. Административный центр Лигатненского края. Расположен на реке Гауе при впадении реки Лигатне, от которой и происходит название города.
Возник в XIX веке как посёлок при бумажной фабрике (латв.), которая действовала с 1816 по 2013 год.
Около Лигатне находится Национальный парк Гауя. Лесной массив на левом берегу Гауи ниже города является природоохранной зоной, с системой размеченных троп и дорожками для езды на велосипеде и для верховой езды. Данный лесной массив также используется для реабилитации раненых животных со всей страны. Берега Гауи в районе Лигатне содержат скальные выходы необычных форм.

## Известные уроженцы
- Карл Ильмер — российский политический деятель, большевик.
- Андрис Берзиньш — латвийский актёр театра и кино.
- Анна Лацис — латышская и советская актриса, театральный деятель и режиссёр. Заслуженный деятель искусств Латвийской ССР.